# Yarrawonga
Yarrawonga (5 727 habitants) est une ville du Comté de Moira dans l'État australien du Victoria. La ville est située sur la rive sud du fleuve Murray, la frontière entre le Victoria et la Nouvelle-Galles du Sud. La ville jumelle de Yarrawonga est Mulwala est de l'autre côté du fleuve. Au recensement de 2006, Yarrawonga avait une population de 5727 habitants.
Yarrawonga est situé sur la Murray Valley Highway, à environ 220 kilomètres au nord-est de la capitale, Melbourne.

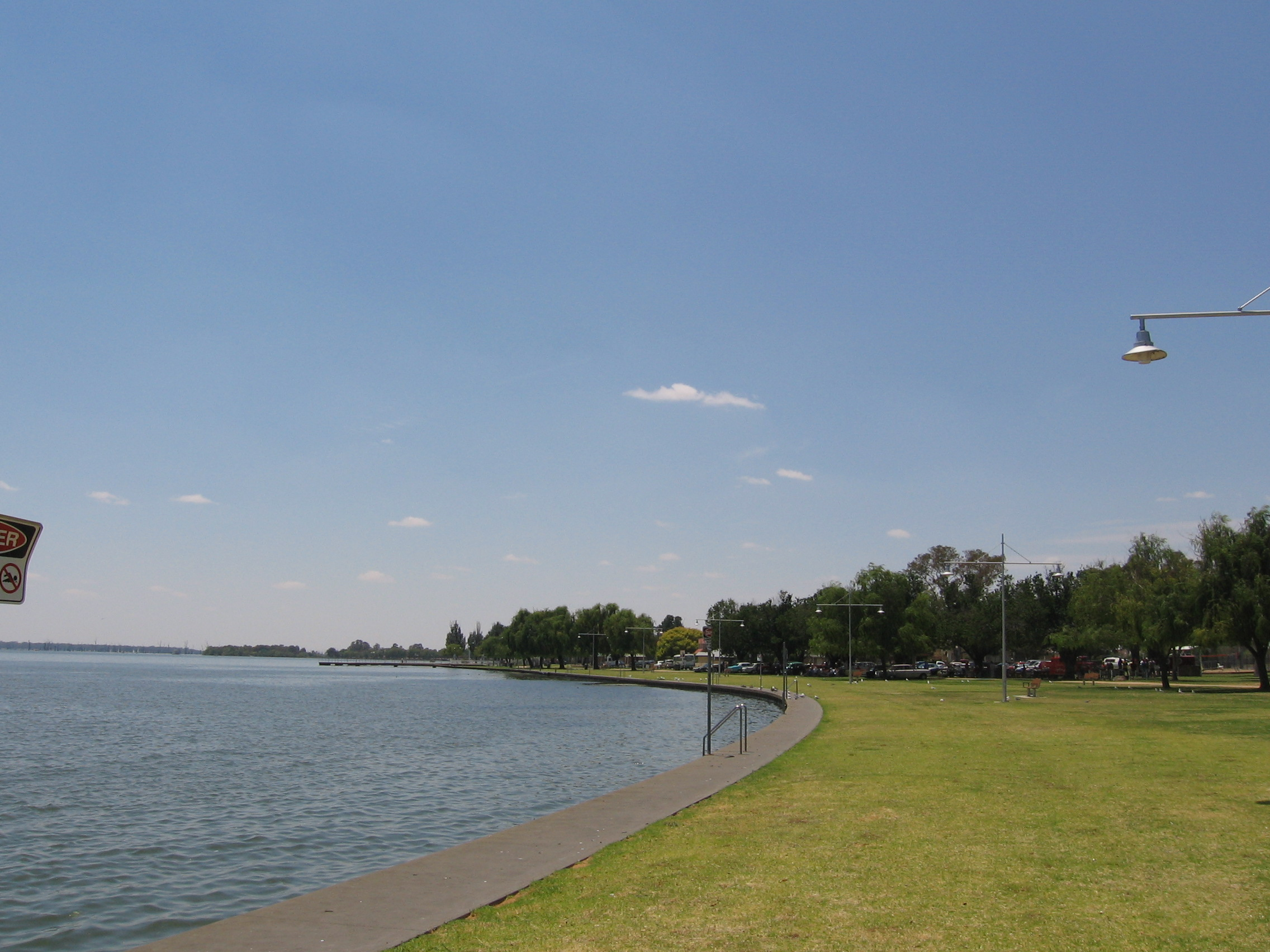
Les rives du lac Mulwala à Yarrawonga.

L 'attraction principale de Yarrawonga est le lac Mulwala, formé par un barrage sur le Murray, immédiatement en aval de Yarrawonga. Le lac est un endroit populaire pour les activités comme la navigation de plaisance, le kayak et la pêche. Il y a deux traversées du Murray entre Yarrawonga et Mulwala; l'une sur le barrage (une route à une seule voie de circulation) et un pont sur le lac Mulwala.